# Остзейские губернии
Остзе́йские губе́рнии (от нем. Ostsee — Балтийское море), Прибалти́йские губе́рнии — административно-территориальные единицы Российской империи, которые были созданы в Прибалтике в результате победы над Швецией в Северной войне, закреплённой Ништадтским миром (Рижская и Ревельская губернии, позднее соответственно Лифляндская и Эстляндская губернии), а также в результате третьего раздела Речи Посполитой и вхождения в состав России бывшего Курляндского герцогства (Курляндская губерния). Эти три губернии — Эстляндская, Лифляндская и Курляндская — с XIX века составляли Прибалтийский (или Остзейский) край.
Остзейские губернии отличались своеобразием в организации местного управления и до конца своего существования сохраняли часть своей собственной правовой системы. В годы Первой мировой войны — были оккупированы немецкими войсками. Затем на их территории возникли независимые латвийское и эстонское государства, а небольшая часть бывшей Курляндской губернии — Поланген (ныне Паланга) с прилегающими землями — отошла к Литве.

## История
С XIII по XVI века территория будущих остзейских губерний входила в состав созданной в ходе крестовых походов Ливонской конфедерации. В этот период в регионе сформировались такие особенности, как доминирование в обществе западного христианства (изначально — католицизма, затем — лютеранства) и остзейских (балтийских) немцев. После Ливонской войны Эстляндия принадлежала Швеции (Шведская Эстляндия; остров Эзель кратковременно относился к Дании), Курляндия являлась вассалом Речи Посполитой, Лифляндия сначала относилась к Великому княжеству Литовскому, а затем к Речи Посполитой (как Задвинское герцогство), но в XVII веке бо́льшая её часть была завоёвана Швецией (Шведская Ливония).
В условиях капитуляции перед русскими войсками Риги, Пернова и Ревеля в ходе Северной войны 1700—1721 годов, а также жалованной лифляндскому дворянству грамоте 30 сентября 1710 года, оговаривалось сохранение ряда привилегий местных жителей. Права городов, магистратов, цехов и цунфтов Эстляндии и Лифляндии также были закреплены в статье 9 Ништадтского мира.
В 1713 году по указу Петра I образована Рижская губерния (до 1726 года в её составе находилась часть территории упразднённой Смоленской губернии — Смоленская провинция), а в 1719 году — Ревельская губерния. В 1783 году, во времена правления российской императрицы Екатерины II, губернии переименованы в наместничества — Рижское и Ревельское соответственно. В 1796 году указом императора Павла I Рижское наместничество стало именоваться Лифляндской губернией, а Ревельское наместничество — Эстляндской губернией.
В 1795 году по указу императрицы Екатерины II на территории бывшего Курляндского герцогства после его присоединения к Российской империи образована Курляндская губерния.
Лифляндские правила 1804 года отменяли прежнее крепостное право, заменяя его системой подчинения крестьян помещикам по прусскому образцу. Отмена крепостного права в остзейских губерниях произошла раньше, чем в великорусских — при императоре Александре I (1816 — материковая Эстляндия, 1817 — Курляндия, 1818 — остров Эзель, 1819 — Лифляндия), но крестьяне были освобождены без земли.
До середины XIX века в остзейских губерниях в целом сохранялась система привилегий и сословного управления местного немецкого дворянства и бюргерства. Только в 1867 году русский язык стал обязательным для чиновников, состоящих здесь на государственной службе. В 1885—1889 годах на русский язык перешло делопроизводство в административных и судебных учреждениях Прибалтийского края. Был также упразднён особый статус Дерптского университета (на немецком языке в его стенах продолжалось лишь преподавание теологии).
Своеобразным шагом к постепенному «обрусению» Прибалтийского края стало также переименование в 1893 году Дерпта и Динамюнде в соответственно — Юрьев и Усть-Двинск.
- Гербы губерний Прибалтийского края
- Герб Курляндской губернии
- Герб Лифляндской губернии
- Герб Эстляндской губернии

## Этнический состав
На долю коренных жителей Прибалтийского края — латышей и эстонцев («эстов») — в конце XIX века приходилось более 80 % населения. К ним относились в основном крестьяне-хозяева, сельские батраки, низшие классы городских жителей, часть интеллигенции и купечества. В свою очередь, остзейские немцы (дворяне-землевладельцы, купцы и др.) составляли около 6 % населения.
Эстонцы проживали в Эстляндской губернии и в северной части Лифляндской губернии (включая остров Эзель), южная часть Лифляндской губернии и Курляндская губерния населялась преимущественно латышами (за исключением Иллукстского уезда, где помимо латышей жило много белорусов, поляков, русских, литовцев и евреев).
Русское («великорусское») население составляло весомую долю на берегах Чудского озера (в Лифляндской и Эстляндской губерниях). Довольно много русских проживало в Риге, Ревеле, Юрьеве (Дерпте) и Либаве. Евреи в основном жили в Курляндской губернии, а также в городе Риге и его окрестностях.

## Особенности управления
В составе Российской империи остзейские губернии обладали особым статусом. В основе управления ими лежало местное законодательство («Свод местных узаконений губерний Остзейских»), по которому внутреннее управление краем осуществлялось органами дворянства наряду с правительственными учреждениями. Хотя сфера компетенции последних с конца XVIII века расширялась, вплоть до начала Первой мировой войны губернатор, как представитель центральной власти, был вынужден строить свою служебную деятельность так, чтобы не нарушать привилегий остзейского дворянства.
Вопрос о соотношении общеимперского и местного законодательства в остзейских губерниях активно обсуждался российскими юристами в 1830—1890-х годах. Местные остзейские правоведы, представлявшие прибалтийско-немецкую юридическую школу Теодора фон Бунге, настаивали, что в крае могли иметь силу только законы, специально для него изданные, а из русских лишь те, распространение которых на Прибалтику особо оговаривалось. Школа Бунге допускала применение общеимперского законодательства только при условии соответствия применявшихся норм основам местного правопорядка и только тогда, когда в остзейском праве имелся пробел.
Оппонентом школы Бунге выступил в конце 1890 годов П. И. Беляев. По его мнению, в крае действовало общеимперское право, а остзейские законы он рассматривал как часть русского законодательства. Данная концепция оправдывала вмешательство правительства в социальные и экономические отношения в Прибалтике.